# U-144 (1940)
U-144 — малая немецкая подводная лодка типа II-D для прибрежных вод, времён Второй мировой войны. Заводской номер 273.
Введена в строй 2 октября 1940 года под командованием обер-лейтенанта Фридриха фон Хиппеля. 17 ноября 1940 года командиром корабля назначен капитан-лейтенант Гердт фон Миттельштедт.
Входила в 1-ю флотилию, с 20 декабря 1940 года находилась в 22-й флотилии.
Совершила 3 боевых похода, потопила одну подводную лодку (206 тонн).
| Имя  | Тип             | Принадлежность | Дата         | Тоннаж (БРТ) | Груз | Судьба   | Место                     |
| M-78 | подводная лодка | СССР           | 23 июня 1941 | 206          |      | потоплен | 57°28′ с. ш. 21°17′ в. д. |

11 июля 1941 года обнаружила и безуспешно атаковала советскую подводную лодку М-97. 2 августа была обнаружена подводной лодкой Щ-406, уклонилась погружением.
Потоплена в надводном положении 10 августа 1941 года в Финском заливе (район острова Даго, в проливе Соэлозунд) советской подводной лодкой Щ-307, погибло 28 человек.